# La mare perfecta
La mare perfecta (originalment en anglès, The Other Mother) és una pel·lícula estatunidenca de 2017 dirigida per Sean Olson. Compta amb un repartiment format per Annie Wersching, Kimberley Crossman, Tyler Christopher, Kennedy Tucker, Lou Wegner, Alexxis Lemire, John Littlefield i Laura Patalano. El 28 de febrer de 2021 es va estrenar el doblatge en català a TV3.

## Argument
La Jackie es va divorciar fa poc d'en Mitch, que s'ha tornat a casar ràpidament amb una noia molt més jove, la Tiffany. La Brooke, la filla de 16 anys de la Jackie i en Mitch, de seguida connecta amb la Tiffany, que de mica en mica la va posant en contra de la seva mare. La manipulació és tan eficaç que fins i tot la Jackie comença a dubtar de les seves qualitats com a mare. La Tiffany, que en un principi era molt amable i simpàtica, comença a mostrar la seva cara més sinistra. Mentrestant, la Jackie investiga el passat de la misteriosa Tiffany i el que descobreix la fa patir per la seguretat de la seva filla.